# Tumansky R-11
O Tumansky R-11 (inicialmente designado como AM-11) é um motor turbojato de origem soviética desenvolvido pela Tumansky.

## Design e desenvolvimento
O Tumansky R-11 foi desenvolvido por A.A. Mikulin, S.K. Tumansky, e B.S. Stechkin como  as a um turbojato twin-spool, de compressor axial, para alta altitude e sem pós-combustão para a aeronave de reconhecimento e interceptador Yakovlev Yak-25. Foi o primeiro motor soviético de twin-spool, com o primeiro voo ocorrendo no início de 1956. O designe básico foi bem sucedido decorrendo em evoluções, caso do Tumansky R-13 e Tumansky R-25. O motor experimental Tumansky R-21 também foi uma evolução do R-11. No total 20900 R-11 foram construídos.

## Variantes
- R-11V-300 - Primeira versão produzida, caracterizada para alta altitude e sem pós-combustão
- R-11F-300 (R-37F) - versão com pós-combustão, entrou em produção em 1956, sendo usado no MiG-21F, P e U.
- R-11AF-300 - variante melhorada para o Yakovlev Yak-28B, L e U.
- R-11F2-300 - com novo compressor, pós-combustão e bocal. Usado no MiG-21P, PF e FL.
- R-11AF2-300 - R-11F2-300 admitido para o Yakovlev Yak-28I, R e P.
- R-11F2S-300 - versão atualizada para o MiG-21PFM, PFS, S, U e UM, além do Sukhoi Su-15, UT e UM.
- Shenyang WP-7 - Licença Chinesa para construção de copias do R-11.

## Ver Também
- Tumansky R-21